# Ira Sachs
 (janvier 2023).
Pour les articles homonymes, voir Sachs.
Ira Sachs, né le 21 novembre 1965 à Memphis dans le Tennessee (États-Unis), est un réalisateur, producteur et scénariste américain. 

## Biographie
Sa relation avec l'agent littéraire Bill Clegg a fait l'objet d'un livre intitulé Portrait of an Addict as a Young Man publié en 2010. Il a inspiré le film partiellement autobiographique d'Ira Sachs sorti en 2012 Keep the Lights On  avec Thure Lindhardt (Erik) et Zachary Booth (Paul) dans les deux rôles principaux. 
En août 2019, sort en France, après un passage en compétition au Festival de Cannes, Frankie, un film produit par Saïd Ben Saïd, avec Isabelle Huppert, qui se situe au Portugal. L'idée de ce dernier lui serait venu il y a une vingtaine d'années quand il a découvert Kanchenjungha du cinéaste indien Satyajit Ray.
Ira Sachs revendique son homosexualité.

## Filmographie
- 1991 : Vaudeville (moyen métrage)
- 1993 : Lady (court métrage)
- 1996 : The Delta
- 2002 : Underground Zero (segment Untitled)
- 2005 : Forty Shades of Blue
- 2007 : Married Life
- 2010 : Last Address (court métrage documentaire)
- 2012 : Keep the Lights On
- 2014 : Love Is Strange
- 2016 : Brooklyn Village (Little Men)
- 2019 : Frankie
- 2023 : Passages

## Distinctions

### Récompenses
- Festival de Sundance 2005 : Grand prix du jury pour Forty Shades of Blue
- Berlinale 2012 : Teddy Award pour Keep the Lights On
- Festival de Deauville 2016 : Grand prix de la 42e édition pour Brooklyn Village

### Nominations
- Festival de Cannes 2019 : en compétition pour la Palme d'or pour Frankie